# AQ Весов
AQ Весов (лат. AQ Librae) — одиночная переменная звезда в созвездии Весов на расстоянии (вычисленном из значения параллакса) приблизительно 10978 световых лет (около 3366 парсеков) от Солнца. Видимая звёздная величина звезды — от +13,4m до +12,9m.

## Характеристики
AQ Весов — пульсирующая переменная звезда типа RR Лиры (RRC).